# Samson et le Lion
Samson et le Lion est une gravure sur cuivre au burin réalisée par Maître JG. Il existe plusieurs versions conservées à Londres, à Rotterdam, à Vienne, à New Haven, à Zurich et à Paris dans la collection de E. de Rothschild ainsi qu'à la BnF au département des Estampes et de la Photographie. Elle mesure 78 × 107 mm.

## Description
Elle représente Samson appuyé avec son genou sur un lion, qui est sur le dos, dont il écarte la mâchoire. Le décor de la scène est composé principalement d'un paysage en ruine, avec à la droite des colonnes, et à gauche un paysage montagneux au lointain.

## Analyse, reprise et comparaison
Cette composition, disposant de similitudes importantes avec le Laocoon, est peut-être sa contemporaine. Elle fait probablement partie des premières œuvres du maître JG et est influencée par les œuvres des pays du Nord. Un dessin d'Albert Dürer et deux estampes d'Israël van Meckenem et d'Albrecht Altdorfer portent des personnages semblables à ceux de ce Samson.